# Chaos-Queens: Für jede Lösung ein Problem
Für jede Lösung ein Problem ist eine deutsche Filmkomödie von Thomas Freundner aus dem Jahr 2017 basierend auf dem gleichnamigen Roman der Schriftstellerin Kerstin Gier. Es handelt sich um den Pilotfilm der Herzkino-Reihe Chaos-Queens des ZDF. Die deutsche Erstausstrahlung erfolgte am 19. März 2017.

## Handlung
Seit sie denken kann, ist Gerri Thaler das schwarze Schaf der Familie, ihre Schwester Lulu wird stets bevorzugt behandelt. Sie kompensiert ihre Minderwertigkeitskomplexe mit dem Schreiben von Arztromanen. Doch nach der Übernahme des Verlags wird ihre Arztserie eingestellt, lediglich mit Vampirgeschichten könne die Autorin noch interessant sein, was aber Gerri dankend ablehnt. Also sieht sie nur noch den Selbstmord als Ausweg. Als an ihrem letzten Bar-Besuch ihr angetrunkener Ex-Freund Ole auftaucht muss sie ihr Vorhaben abbrechen, jedoch sind zahlreiche Abschiedsbriefe mit teilweise deftigen Abrechnungen verschickt. Gerri zieht notgedrungen bei ihrer besten Freundin Charlotte ein, wo sie das Konzept einer größeren Vampirserie entwirft. Hiermit kann sie den Verleger überraschen und sogar eine Gewinnbeteiligung herausziehen.
Für ihre Schwester sieht sie schwarz: ihr zukünftiger Ehemann ist ihr als Internet-Sexprotz „Hammerhart31“ bekannt, und alle Warnungen an ihre Schwester schlagen fehl. Auf deren Hochzeit hält sie eine spontane Rede und betont dort trotz aller Probleme die enge Bindung zu ihrer Schwester. Als zufällige Passantinnen den „Hammerhart“ wiedererkennen, gerät die Braut außer sich. Auf Knien gesteht ihr Ehemann ihr seine Liebe. Schließlich findet auch Gerri im Verleger Gregor einen neuen Partner. Dieser teilt ihr zudem den großen Erfolg ihrer Romanserie mit.

## Hintergrund
Für jede Lösung ein Problem wurde vom 28. Juni 2016 bis zum 26. Juli 2016 in der Landeshauptstadt Berlin gedreht. Produziert wurde der Film von der Producers at Work. In dem Film spielt Katharina Wackernagel mit ihrem Onkel Christof Wackernagel, der im Film ihr Vater ist.

## Kritik
Die Kritiker der Fernsehzeitschrift TV Spielfilm lobten die Hauptdarstellerin Katharina Wackernagel und bewerteten Für jede Lösung ein Problem mit den Worten „Lebensmüde Wackernagel ganz lebendig!“ mit ihrer bestmöglichen Wertung, dem Daumen nach oben. Es gäbe keine „laute[n] Späße“, „dafür teils sogar Tragik und Sentiment“. Außerdem sei das Ensemble überzeugend, die „‚romanhafte‘ Umsetzung mit Wackernagels innerem Dialog als Offkommentar“ werde durch „witzige Einfälle wie das Zwiegespräch beim Zähneputzen“ aufgewogen.